# 登伯效应
登伯效应（英语：Dember effect)指用光照射电路阴极，由光电效应在电路产生光电电流I1；如用电子轰击阴极，电子的动能除激发电流外，还能使电极周围气体游离也能产生电流，称为电子轰击电流I2。同时用光照射和电子轰击阴极，电路产生的电流I3。而I3＞I1＋I2的现象称为登伯效应。登伯效应是美国科学家亨利·登伯（英語：Harry Dember，1882－1943）于1925年发现。他当时只用金属作阴极研究，自发现此效应后，用作研究的阴极材料已扩展到半导体和金属化合物等。